# Hřbitov v Lamperticích
Hřbitov v Lamperticích je obecní pohřebiště, zřízené v sousedství místního kostela Nanebevstoupení Páně.

## Historie
Historicky byly Lampertice součástí farnosti v nedalekých Bernarticích, kam byli na tamní hřbitov také původně pohřbíváni i lampertičtí obyvatelé. Vlastní hřbitov zřídili lampertičtí až zřejmě v 19. století a později jej doplnili stavbou vlastního kostela, při zachování příslušnosti k bernartické farnosti. Po roce 1945 hřbitov postupně zpustnul a stal se také několikrát cílem zlodějů. Hřbitov je stále používán k pohřbívání.

## Stavební podoba
Hřbitov má výrazně nepravidelný půdorys, nachází se na svažitém pozemku v centrální části obce. V jeho spodnější části se nachází pseudoslohová stavba kostela Nanebevstoupení Páně (vystavěn v letech 1906–1911). Část ohrazení hřbitova je ve špatném stavu, naopak část ohrazení v prostoru za presbytářem kostela byla vkusně upravena pro uložení uren na způsob kolumbária.